# Yvon Bertin
Pour les articles homonymes, voir Bertin.
Yvon Bertin est un coureur cycliste français, né le 9 avril 1953 à Nantes.

## Biographie
Professionnel de 1975 à 1982, il remporte au total une quinzaine de victoires chez les professionnels, dont une étape du Tour d'Italie.
De 1978 à 1981, il est membre de l'équipe Renault-Gitane et court avec Bernard Hinault.
En 1980, à l'issue de la deuxième étape du Tour de France à Metz, il prend le maillot jaune et le perd le lendemain.
En 1982, il est coéquipier de Joop Zoetemelk dans l'équipe Coop-Mercier-Mavic.

## Palmarès

### Palmarès amateur
- Amateur
  - 1968-1974 : 51 victoires
- 1973
  - 2e du Circuit de la vallée de la Loire
- 1974
  - 2e du Circuit de la vallée de la Loire
- 1975
  - Circuit du Bocage vendéen
  - Deux Jours cyclistes de Machecoul :
    - Classement général
    - 1re et 3e étapes

### Palmarès professionnel
| - 1975 - 2eb étape de l'Étoile des Espoirs - 1976 - Grand Prix d'Isbergues - 3e du Circuit de la Sarthe - 1977 - 1re étape du Tour d'Indre-et-Loire - 2e des Trois Jours de La Panne - 1978 - 4eb étape du Circuit de la Sarthe - 2e du Circuit de la Sarthe - 2e du championnat de France de vitesse - 3e du Grand Prix de Cannes - 1979 - 1rea étape de Paris-Nice - Grand Prix de Rennes - Tour du Tarn : - Classement général - 1re et 2ea étapes - 2e et 3e étapes du Tour de Picardie - Prologue et 2e étape du Tour de Luxembourg - 2e du Tour de l'Oise - 3e du Grand Prix de Plouay | - 1980 - 12e étape du Tour d'Italie - 3e du Grand Prix de Rennes - 1981 - Prologue du Tour d'Indre-et-Loire - 2e des Six Jours de Grenoble (avec Danny Clark) - 1982 - 2e de Paris-Roubaix - 3e du championnat de France de vitesse - 1983 - 1re étape des Quatre Jours de Dunkerque - 3e de Nice-Alassio - 1984 - 3e du Trophée Luis Puig - 1985 - 3e du championnat de France de demi-fond |  |

## Résultats sur les grands tours

### Tour de France
5 participations
- 1977 : hors délais (16e étape)
- 1978 : 74e
- 1980 : abandon (13e étape),  maillot jaune pendant un jour
- 1981 : 85e
- 1982 : 124e

### Tour d'Italie
1 participation
- 1980 : 76e, vainqueur de la 12e étape

### Tour d'Espagne
1 participation
- 1984 : 72e